# François Delsarte

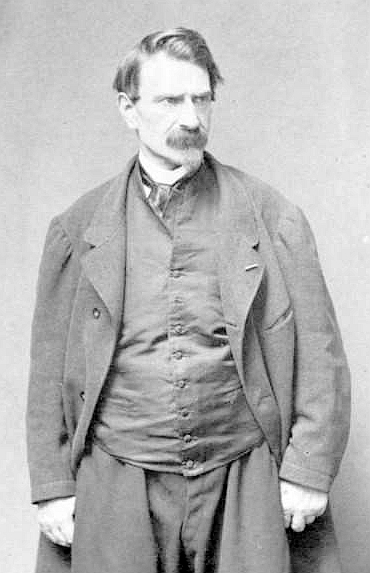
François Delsarte (1864)

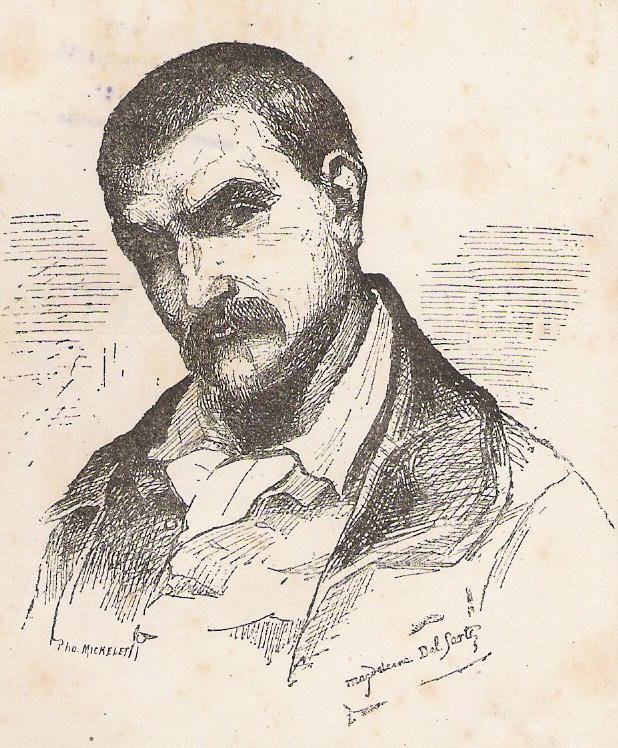
François Delsarte

François-Alexandre-Nicolas-Chéri Delsarte (* 19. November 1811 in Solesmes; † 20. Juli 1871 in Paris) war ein französischer Sprecherzieher, Bewegungspädagoge und Begründer des Delsarte-Systems.

## Leben
François Delsarte begann als Waisenkind eine Lehre als Porzellanmaler. Nach der Bewilligung eines Stipendiums erhielt er eine Gesangsausbildung. Er studierte von 1825 bis 1829 am Conservatoire de Paris. Danach war er als Tenor an der Opéra-Comique beschäftigt. Er überanstrengte jedoch seine Stimme, was ihn zum Aufhören zwang und zum Überdenken der darstellerischen Ausbildungen anregte. Delsarte interessierte sich mehr und mehr für die Verbindungen zwischen Sprache, Musik und Bewegung sowie zwischen Empfindung und körperlichem Ausdruck. So wurde er zu einem Reformer der technisch hoch entwickelten, aber mancherorts für unnatürlich gehaltenen Bühnenkünste seiner Zeit. Er wollte die Ausbildung von Schauspielern und Sängern auf Beobachtungen des alltäglichen Verhaltens statt auf das Einstudieren von Techniken aufbauen. Zusätzlich bemühte sich Delsarte um eine naturwissenschaftliche Grundlage seiner Methodik. Damit wurde er zum Vorläufer des Naturalismus im Theater.
Seit 1839 hielt Delsarte seine Cours d'esthétique appliquée ab, die von bekannten Bühnenkünstlerinnen und -künstlern wie Henriette Sontag besucht wurden. Dass die Schauspielerin Rachel (die sich auf der Bühne der Comédie-Française um einen natürlichen, weniger der Tradition verhafteten Ausdruck bemühte) seine Schülerin gewesen sei, hat sich als Legende erwiesen. Delsarte glaubte, dass Bühnendarsteller im Weg über bestimmte Körperhaltungen zu einem authentischen Gefühl und einem ihrer Rolle adäquaten Ausdruck kommen könnten. In späteren Jahren wurde seine Lehre allerdings oft als Anleitung zum melodramatischen Posieren missverstanden.

## Rezeption
Zunächst galt Delsarte als Rhetoriklehrer und Schauspielpädagoge; bis heute bekannt ist sein prägender Einfluss die Reformen des Bühnentanzes um 1900 sowie des Ausdruckstanzes: Durch Vermittlung seines Assistenten Steele MacKaye wurden Delsartes Unterrichtsmethoden ab 1871 in den USA als eine Art Gymnastik bekannt (Delsartism). An das Delsarte-System knüpften Nachfolger wie Émile Jaques-Dalcroze oder Ruth St. Denis an. Es beeinflusste nachhaltig ebenso den avantgardistischen Bühnentanz (z. B. Isadora Duncan) wie die moderne Musik- und Bewegungspädagogik (Rhythmische Erziehung, Eurythmie und Alexander-Technik).
Die sogenannte Biomechanik des Regisseurs Wsewolod Emiljewitsch Meyerhold griff wiederum auf Methoden von Delsarte zurück.

## Schüler (Auswahl)
- Natalie Haenisch[2]